# Robert de La Rivière
Pour les articles homonymes, voir La Rivière.
Robert de La Rivière  (mort le 18 mars 1450) est un ecclésiastique breton qui fut évêque de Rennes de 1447 à 1450.

## Biographie

### Origine
Robert de la Rivière est le fils de Jean de la Rivière, seigneur de Launay-Mur[réf. nécessaire] (en Mûr-de-Bretagne) conseiller et écuyer de Jean V de Bretagne, et qui sera le chancelier de Pierre II. Sa mère Jamette Brillet ou Breillet est la sœur de l'évêque Guillaume Brillet.

### Carrière
Robert de la Rivière entre au conseil ducal dans les deniers temps de Jean V et continue d'exercer ses fonctions sous François Ier. Il est ambassadeur auprès du roi de France et témoin en 1446 au mariage entre Arthur de Richemont et Catherine de Luxembourg. Il est chantre de Rennes et trésorier de Nantes lorsqu'il est pourvu de l'évêché de Rennes le 26 mai 1447 après la résignation de son oncle. Il reçoit l'alternative le 30 janvier 1450. Son épiscopat est bref car il meurt le 18 mars 1450. La tentative du duc François Ier d'imposer comme successeur son favori Jacques d'Espinay contre Jean de Coëtquis élu par le chapitre de chanoines entraine un conflit qui provoque en 1450 un vaste mouvement de transferts et de permutations des titulaires dans les évêchés bretons.

## Source
- Ressource relative à la religion :   - Catholic Hierarchy

## Voir également
- Jean de Coëtquis
- Jacques d'Espinay
- Jean L'Espervier